# Liste der Einträge im National Register of Historic Places im Wayne County (Missouri)

Lage des Wayne Countys in Missouri

Die Liste der Einträge im National Register of Historic Places im Wayne County in Missouri führt die Bauwerke und historischen Stätten im Wayne County auf, die in das National Register of Historic Places aufgenommen wurden.

## Legende
| NRHP | Historic Place    |
| HD   | Historic District |

## Aktuelle Einträge
| [ 3 ] | Name                                      | Bild                                      | Eintragsdatum        | Lage                                                                           | Ort                    | Beschreibung |
| ----- | ----------------------------------------- | ----------------------------------------- | -------------------- | ------------------------------------------------------------------------------ | ---------------------- | ------------ |
| 1     | Fort Benton                               |                                           | 2002 ID-Nr. 02000212 | Rund 6 km südlich der Kreuzung von MO 67 und MO 34 37° 11′ 2″ N, 90° 33′ 14″ W | Patterson              |              |
| 2     | Old Greenville (23WE637)                  | Old Greenville (23WE637)                  | 1990 ID-Nr. 90000005 | Rund 3 km südlich des heutigen Ortes Greenville 37° 6′ 3,2″ N, 90° 27′ 17,4″ W | südlich von Greenville |              |
| 3     | Sam A. Baker State Park Historic District | Sam A. Baker State Park Historic District | 1985 ID-Nr. 85000540 | Sam A. Baker State Park 37° 15′ 32″ N, 90° 31′ 34″ W                           | Patterson              |              |